# Bocydium globulare
Espèce
Synonymes
- Centrotus globularis Fabricius, 1803[1]
- Membracis globularis Latreille, 1818[1]
- Bocydium globulare Latreille, 1829[1]
- Sphaeronotus globularis Laporte, 1832[1]

Bocydium globulare est une espèce d'insectes hémiptères d'Amérique du Sud appartenant à la famille des Membracidae. Il s'agit probablement de l’espèce la plus connue du genre Bocydium, qui se caractérise par des excroissances du pronotum aux formes particulièrement remarquables.

## Description
Bocydium globulare mesure environ six à sept millimètres. L'ensemble de son corps est marron-rougeâtre et ses pattes jaunes. Les ailes antérieures sont longues, transparentes et marquées de veines noires. Les épaississements de la cuticule du pronotum sont remarquables. Ceux-ci se composent de deux petites boules dirigées vers l’avant, de deux autres de chaque côtés et d’une longue tige effilée arrière parallèle au corps. Certains y voient la forme d'un hélicoptère, d'autres d'un anémomètre. En 1903, Buckton suggère, pour nom vernaculaire du genre Bocydium, « prêteur sur gage », en raison de la similitude de la forme pronotale avec le bouclier héraldique de la famille des Medicis, le symbole des prêteurs sur gages. Ces épaississements sphériques sont équipés de nombreux poils sensitifs noirs et fins, leur permettant de percevoir leur environnement comme les phéromones, les mouvements d'air ou autres.
La signification de ces excroissances n'est pas encore comprise et de nombreuses hypothèses sont émises. Les mâles et les femelles présentant des formes équivalentes, leur rôle au sein d'un comportement sexuel est peu probable. Leur usage, par mimétisme batésien, comme outil d'intimidation ou de camouflage de leurs prédateurs serait envisageable. Il a notamment été suggéré qu'elles ressemblent à des champignons entomophages, des graines mimant des épines, ou même des fourmis ou des araignées portant des proies ou en position d'attaque.
Pour Benjamin Prud’homme du CNRS, ce ne sont pas des excroissances de la cuticule du pronotum mais des ailes modifiées. Les insectes actuels n'ont d'ailes que sur les segments T2 et T3 du thorax et non sur le segment T1 à cause d'une inhibition de leurs gènes. Mais des espèces du paléozoïque comme les Paléodictyoptères, en ont eu sur le pronotum (T1). Les Menbracides, dont B. globulare, auraient donc réussi à contourner cette inhibition permettant un développement de nouvelles structures,.

## Écologie et distribution
Bocydium globulare est solitaire et hémimétabole. L'adulte et l'immature vivent sur la face inférieure des feuilles, dont ils absorbent la sève grâce à leur rostre. Leurs hôtes principaux sont les Miconia. Cette espèce se rencontre également sur les feuilles et branches du corossolier, au sein des cultures de Manaus, où elle n'est pas considérée comme nuisible. La nuit, l'adulte est attiré par les sources de lumière artificielle. Son écologie est encore très peu connue.
Bocydium globulare est présent au Brésil, en Guyane française, en Guyane, au Suriname, au Pérou et au Costa Rica.